# Joseph Abbott
Pour les articles homonymes, voir Abbott.
Joseph Abbott, baptisé le 10 juin 1790 et mort le 10 janvier 1862, est un ecclésiastique canadien de l'Église Anglicane du Canada, et le père de John Joseph Caldwell Abbott, le troisième Premier Ministre du Canada. Joseph Abbott est baptisé à Little Strickland, au Royaume-Uni. Ses parents sont Joseph Abbott et Isabella Abbott. Il est connu pour avoir écrit deux livres, Memoranda of a settler in Lower Canada; ou, the emigrant in North America and Philip Musgrave; ou memoirs of a Church of England missionary in the North American colonies.